# Un'estate italiana
«Un'estate italiana» (en español: «Un verano italiano») es una canción compuesta por el músico italiano Giorgio Moroder y el letrista estadounidense Tom Whitlock, al efecto de servir como Canción oficial de la Copa Mundial de la FIFA de 1990.
Escrita originalmente en inglés bajo el título de To Be Number One (Para ser número uno), la versión italiana, escrita por Gianna Nannini y Edoardo Bennato, y conocida también como Notti magiche (Noches mágicas), fue interpretada por ambos en el Sorteo del Mundial y en la ceremonia inaugural del mismo.
Esta última versión terminó siendo más exitosa que la original, alcanzando el estatus de canción de culto en Argentina, incluso fue exitosa en los países de habla inglesa[cita requerida], donde se ha utilizado tanto en las coberturas televisivas y radiales sobre las diferentes ediciones de la copa del mundo, como en publicidades alusivas al respecto.
También diversas encuestas de diferentes medios deportivos y musicales del mundo, la han considerado la mejor canción de la historia de los mundiales, por la emoción que transmiten tanto su letra como su música.

## Historia
En 1989, los organizadores de la Copa Mundial de Fútbol de 1990 le encargaron al músico italiano Giorgio Moroder la realización de una canción para que esta sea el tema oficial del campeonato. Moroder escribió la música, pero le encargó el contenido lírico de la canción al letrista estadounidense Tom Whitlock, con quien ya había colaborado en Take My Breath Away, el tema principal de la película Top Gun. Whitlock escribió la letra en inglés, que llevó como título To Be Number One (Para ser número uno), la cual fue interpretada por una banda creada por Moroder especialmente para la ocasión, llamada "Giorgio Moroder Project", que tenía como vocalista al cantante estadounidense Paul Engemann.
Sin embargo, Moroder no quedó del todo conforme con la letra original en inglés, que era bastante sencilla y solamente hablaba sobre el juego limpio y las ansias de victoria, por lo que le encargó una letra en italiano a sus compatriotas Edoardo Bennato y Gianna Nannini, quienes eran en aquel momento las principales figuras de la música rock en Italia. Esto provocó la ruptura de la relación profesional entre Moroder y Whitlock, quienes nunca más volvieron a trabajar juntos.
Bennato y Nannini, sabiendo que Moroder no había quedado satisfecho con la letra escrita por Whitlock, decidieron escribir una letra totalmente diferente, llamada Un'estate italiana (Un verano italiano), que a diferencia de la versión original, poseía una estructura lírica más elaborada y poética, que además del fair play y la voluntad de ganar, hablaba sobre la emoción de la competencia futbolística y de la fiesta internacional que generaba la copa.
Finalmente, la versión en italiano, además de ser más exitosa que la versión original en Italia y en la zona italoparlante de Suiza, tuvo más éxito a nivel internacional, incluso en los países angloparlantes. Sin embargo, seguramente para evitar un conflicto por los derechos de autor, Whitlock figura en los créditos de la versión en italiano como coautor de la letra, junto a Bennato y Nannini.

## Lista de canciones
Siete pulgadas
1. «Un'estate italiana» – 4:07
2. «Un'estate italiana» (karaoke versión) – 4:07

Doce pulgadas

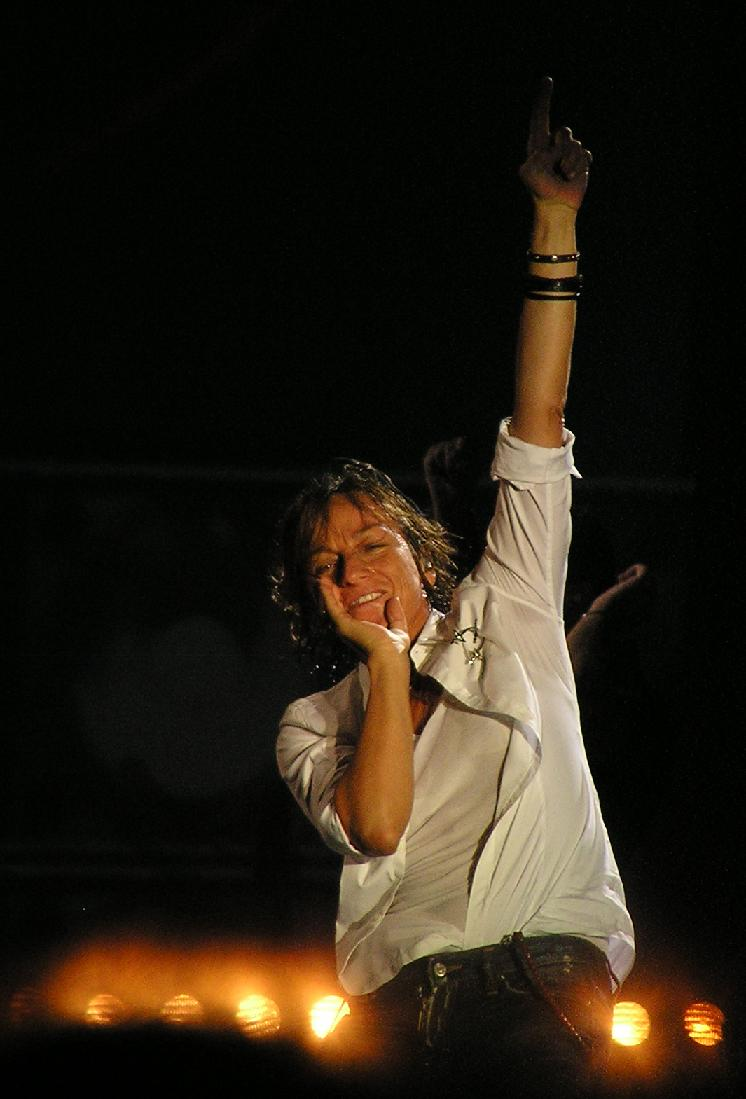
Gianna Nannini, intérprete del sencillo junto a Edoardo Bennato.

1. «Un'estate italiana» (stadium versión) – 4:50
2. «Un'estate italiana» (7" versión) – 4:07
3. «Un'estate italiana» (karaoke versión) – 4:07

Maxisencillo
1. «Un'estate italiana» (versión de estadio) – 4:50
2. «Un'estate italiana» (sencillo versión) – 4:07
3. «Un'estate italiana» (karaoke versión) – 4:07

## Versión en español
Una versión de esta canción en español fue realizada por la cantante paraguayo-argentina Susan Ferrer. Curiosamente, quizás por un defecto de traducción, la canción recibió como título Estadio italiano (sic). De igual manera, vale la pena destacar otra versión en español hecha en Venezuela por el cantante Félix Valentino (representante de Venezuela en el ahora desaparecido Festival de la OTI) acompañado del grupo musical juvenil Los Chamos, y más recientemente, la versión del grupo argentino Valentín y Los Volcanes.

## Posicionamiento[12]
| Listas (1990) | Máxima posición |
| ------------- | --------------- |
| Alemania      | 2               |
| Austria       | 11              |
| Francia       | 23              |
| Italia        | 1               |
| Noruega       | 4               |
| Suecia        | 7               |
| Suiza         | 1               |